# 南坑
南坑，是臺灣新竹縣北埔鄉的一個傳統地域名稱，位於該鄉西部。相較於今日行政區，其範圍大致為南坑村不含北部凸出部分。
本地區除北部邊界地帶為大坪溪主流集水區外，其餘均屬大坪溪左岸兩條支流小南坑溪、大南坑溪的流域範圍。

## 歷史
台灣清治末期至日治初期，南坑地區為一街庄，稱為「南坑庄」，隸屬於竹北一堡。該庄北邊西段與南埔庄為鄰，北邊東段、東邊及南邊東段與大坪庄為鄰，南邊西段為藤坪庄，西邊為石硬仔庄。
1901年（日治明治三十四年）11月，全台廢縣廳改設二十廳，該庄隸屬於新竹廳。1909年（明治四十二年）10月，合併二十廳為十二廳，該庄隸屬不變。1920年（大正九年），廢十二廳改設五州二廳，該庄改制為「南坑」大字，隸屬於新竹州竹東郡北埔庄，大字下有「小南坑」、「大南坑」小字名。
戰後北埔庄改制為北埔鄉，隸屬於新竹縣，大字亦改制為村。1950年桃、竹、苗分治，北埔鄉隸屬不變。

## 交通
鄉道竹37線（大坪路）是上面盆寮至內大坪的道路，大致以縱向轉西向東蜿蜒經過南坑地區北部邊界地帶的東段，向北經北埔市區可前往上面盆寮並止於鄉道竹45線，向東轉南可前往內大坪並止於內豐石橋。
鄉道竹37-2線（小南坑路）、竹37-3線（大南坑路）為鄉道竹37線的支線，也是本地區內部主要的連絡道路。